# Samuel Jakob Müller
Samuel Jakob Müller, magyarosan: Müller Sámuel Jakab (Nagyszeben, 1788. július 23. – Veresmart, 1838. augusztus 29.) evangélikus lelkész, Jakob Aurelius Müller szuperintendens unokaöccse.

## Élete
1810-től a göttingeni egyetemen tanult; miután mint gimnáziumi tanárt alkalmazták szülővárosában, az evangélikus főkonzisztórium 1813-ban az erdélyi szászok szabad vadászzászlóaljába tábori lelkésznek küldte ki. A francia háború bevégeztével visszatért tanári állásába; később a nagyszebeni városi evangélikus templom lelkésze volt; 1829. február 28-án Veresmart lelkésznek választották.

## Munkája
- De fatis factisve Venatorum Transylvano-Saxonum in bellis proxime finitis Gallicis dissertatio. Cibinii, 1816.